# ماركوس ماركوارت
ماركوس ماركوارت (بالألمانية: Markus Marquardt)‏ هو مغني أوبرا ألماني، ولد في 1970 في دوسلدورف في ألمانيا.

## وصلات خارجية
- ماركوس ماركوارت على موقع ميوزك برينز (الإنجليزية)
- ماركوس ماركوارت على موقع ديسكوغز (الإنجليزية)